# アイスホッケーニュージーランド代表
アイスホッケーニュージーランド代表（アイスホッケーニュージーランドだいひょう、英語: New Zealand national ice hockey team）はニュージーランドのアイスホッケーナショナルチーム。2008年時点の世界ランキングは39位。通称はアイスブラックスである。

## 主な成績
冬季オリンピック - 出場なし。
アイスホッケー世界選手権
- 1987年 27位 プールD3位
- 1989年 29位 プールD5位
- 1990年-1994年 不参加
- 1995年 プールC2 10位
- 1996年 予選落ち
- 1997年 40位 プールE2位
- 1998年 38位 プールD6位
- 1999年 37位 プールD6位
- 2000年 39位 プールD6位
- 2001年 40位 ディビジョンII 6位
- 2002年 43位 ディビジョンIII 3位
- 2003年 41位 ディビジョンIII 優勝（ディビジョンII昇格）
- 2004年 37位 ディビジョンII 5位
- 2005年 38位 ディビジョンII 5位
- 2006年 39位 ディビジョンII 6位（ディビジョンIII降格）
- 2007年 41位 ディビジョンIII 優勝（ディビジョンII昇格）
- 2008年 39位 ディビジョンII 6位（ディビジョンIII降格）

|                | 年月日        | 場所                   | 得失点                               |
| -------------- | ------------- | ---------------------- | ------------------------------------ |
| 国際試合初登場 | 1987年3月13日 | オーストラリア, パース | ニュージーランド 2 韓国 35           |
| 最多得点差勝利 | 1987年3月20日 | オーストラリア, パース | ニュージーランド 19 香港 0           |
| 最多得点差敗北 | 1987年3月14日 | オーストラリア, パース | ニュージーランド 0 オーストラリア 58 |